# Метод зупиненого струменя
Метод зупиненого струменя (англ. stopped flow) — метод дослідження кінетики швидких реакцій у розчинах (звичайно в мілісекундній області), коли два розчини реактантів швидко змішують, пропускаючи через спеціальну змішувальну камеру, потім потік розчину пропускають через трубку, де через певний час зупиняють та у фіксованих позиціях уздовж трубки за допомогою методик, які дозволяють вимірювати швидкі зміни параметрів, вимірюють їх у залежності від часу, що пройшов від моменту змішання. Синонім — метод стоп-флоу.